# Просіков Анатолій Володимирович
Анатолій Володимирович Просіков (1 травня 1945 ) — радянський футболіст. Грав на позиції нападника і півзахисника. Найбільш відомий по грі за ЦСКА, з яким виграв бронзові медалі чемпіонату СРСР 1965 року. Всього у Вищій лізі СРСР провів 32 матчі і забив 3 голи.

## Біографія
Вихованець підмосковного футболу. З 1963 року в ЦСКА. Вперше вийшов в основі клубу в серпні 1965 року в матчі з кутаїським «Торпедо», причому вже на 11-й хвилині першого ж матчу за команду майстрів забив, ударом з лівого флангу під поперечину після навісу Олександра Шимановича. Але це не допомогло Просікову закріпитися в основі, після цього він вийшов на заміну в вересневому матчі з ростовським СКА, а в основі з'явився тільки ще раз, в жовтні, в дербі зі «Спартаком». Та й то лише тому, що в цьому матчі тренери команди в виховних цілях залишили на лавці провідного форварда команди Володимира Федотова за відмову виступати на фланзі. Це знизило атакуючу міць ЦСКА, тому в другому таймі Федотов замінив Просікова. Після цього Просіков за основу ЦСКА не виступав. За підсумками сезону ЦСКА з Просіковим в складі здобув бронзові медалі.
У 1966 році перейшов в інший армійський клуб вищої ліги — СКА Одеса, в якому весь сезон провів в основі. Після цього виступав за команди нижчих ліг, спочатку за севастопольський СКЧФ в 1967 році. Потім, в 1968 році, перейшов в липецький «Металург», за який провів більше 100 матчів за 4 сезони.
У 1970 році «Металург», будучи клубом другої ліги, вперше в історії вийшов в 1/16 Кубка СРСР, де зустрівся з клубом вищої ліги, одеським «Чорноморцем». Перший матч пройшов в Одесі на стадіоні ЧМП, де Просіков раніше два сезони виступав за місцевий СКА. «Металурги» відкрили рахунок, а на 36-й хвилині Просіков першим опинився на підборі після виносу м'яча, звільнився від опікуна і ударом з-за меж штрафного забив 2-й гол. Матч закінчився з рахунком 2:2. У матчі-відповіді на стадіоні «Металург» знову росіяни відкрили рахунок, Просіков був одним з найактивніших в атаці. Але «Чорноморець» знову зрівняв рахунок після помилки захисника Анатолія Щеблякова, який був товаришем Просікова по команді і в ЦСКА, і удару одесита Шимановича, також колишнього товариша Просікова по армійському клубу. За регламентом, після 2 нічиїх в наступну стадію пройшов «Чорноморець», як клуб, який делегував до збірної того сезону більше гравців (а саме Валерія Поркуяна). Але цей результат залишився найкращим для липецького клубу аж до Кубка СРСР 1985/86 .
У 1971 року закінчив кар'єру. Станом на 2017 рік проживає в Москві.

## Статистика
| Клуб              | Ліга              | Сезон             | Чемпіонат | Чемпіонат | Кубки | Кубки | Разом | Разом |
| Клуб              | Ліга              | Сезон             | Ігри      | Голи      | Ігри  | Голи  | Ігри  | Голи  |
| ----------------- | ----------------- | ----------------- | --------- | --------- | ----- | ----- | ----- | ----- |
| ЦСКА              | І                 | 1965              | 3         | 1         | 0     | 0     | 3     | 1     |
| ЦСКА              | Разом за клуб     | Разом за клуб     | 3         | 1         | 0     | 0     | 3     | 1     |
| СКА Одеса         | І                 | 1966              | 29        | 2         | 1     | 0     | 30    | 2     |
| СКА Одеса         | Разом за клуб     | Разом за клуб     | 29        | 2         | 1     | 0     | 30    | 2     |
| СКЧФ              | ІІІ               | 1967              | 32        | 4         | 0     | 0     | 32    | 4     |
| СКЧФ              | Разом за клуб     | Разом за клуб     | 32        | 4         | 0     | 0     | 32    | 4     |
| Металург Липецьк  | ІІ                | 1968              | 37        | 2         | 1     | 0     | 38    | 2     |
| Металург Липецьк  | ІІ                | 1969              | 32        | 5         | 0     | 0     | 32    | 5     |
| Металург Липецьк  | ІІІ               | 1970              | 40        | 9         | 4     | 2     | 44    | 11    |
| Металург Липецьк  | Разом за клуб     | Разом за клуб     | 109       | 16        | 5     | 2     | 114   | 18    |
| Всього за кар'єру | Всього за кар'єру | Всього за кар'єру | 173       | 23        | 6     | 2     | 179   | 25    |

## Досягнення

### Командні
ЦСКА
- Бронзовий призер чемпіонату СРСР (1): 1965[2]